# Colleen Madamombe
Colleen Madamombe (Salisbury, 1964 - 2009) va ser una escultora de Zimbàue que treballava principalment en la talla de pedra. La seva obra expressa temes de la dona, la maternitat i el matriarcat tribal.

## Biografia
Colleen Madamombe va néixer el 1964 a Salisbury, Rhodèsia (ara Harare, després de la independència de Zimbàue el 1980) i va cursar estudis secundaris a l'escola de Kutama, entre el 1979 i el 1984. Va obtenir un diploma en Belles Arts a la BAT Workshop School de la Galeria Nacional de Zimbàue del 1985 al 1986. El 1986 es va casar amb l'escultor zimbauès Fabian Madamombe, amb qui més tard va tenir set fills. Inicialment es va especialitzar en dibuix i pintura però el 1987 va ajudar el seu marit en l'escultura que elaborava per al parc d'escultures de Chapungu, on va començar a tallar pedra. Es va convertir en amiga íntima de l'escultora Agnes Nyanhongo i ràpidament va desenvolupar el seu propi estil d'escultura durant els tres anys que va estar a temps complet a Chapungu.
Va morir el 31 de maig de 2009 i està enterrada a prop de la seva casa rural a Zvimba. El 2010 es va celebrar una exposició sobre la seva vida i les seves obres a la Galeria Nacional de Zimbàue.

## Obra
Tot i que alguns dels seus primers treballs es van inspirar en l'observació de formigues, abelles, papallones i erugues, Colleen Madamombe es va fer més coneguda per la seva representació de les dones i de la cultura xona. Va il·lustrar molts temes de la dona: les dones a la feina, collint, portant aigua o fills i donant a llum. Les seves figures femenines es van convertir ràpidament en un símbol de la dona a Zimbàue i el Festival Internacional de Cinema de Zimbàue les va adoptar com a premi de trofeu per a totes les dones guanyadores. Va guanyar el premi com a millor artista femenina de Zimbàue tres vegades.
Colleen Madamombe treballava predominantment amb Springstone (un tipus local de roca serpentina dura molt utilitzada pels escultors de Zimbàue) però també feia servir pedra òpal (una varietat més suau de serpentina), per exemple per a la seva obra principal The Birth (El naixement), que ara forma part de la col·lecció permanent de Chapungu. Per a les seves escultures va utilitzar tant pedra aspra com polida, deixant sovint parts de la superfície de la pedra en la seva forma crua oxidada per donar color als cabells o a la roba. Alhora, va crear cares, braços i mans expressius a la pedra negra completament polida. De vegades les faldilles es cisellaven fins a obtenir una superfície gris rugosa, mentre que altres peces de vestir, com ara una brusa, les treballava amb una textura més fina. L'efecte general i el tema es van reconèixer a l'instant.
Moltes de les obres de Colleen Madamombe es van exposar i vendre fora de Zimbàue. Per exemple, es van incloure en exposicions itinerants d'obres d'artistes de Chapungu que es van mostrar als jardins botànics del Regne Unit i els Estats Units. El catàleg Chapungu: Culture and Legend – A Culture in Stone (Chapungu: Cultura i llegenda - Una cultura en pedra) de l'exposició als jardins de Kew del 2000 reprodueix les escultures de Colleen Growing Well (Creixent bé), que representa una mare i un nadó d'Springstone del 1997 i Dancing Woman (Dona balladora) del 1993. Les obres d'aquesta exposició incloïen gairebé tots els escultors coneguts de “primera generació” de Zimbàue, com Joram Mariga, Henry Munyaradzi o Bernard Takawira. En aquest context, Colleen Madamombe se sol descriure com a de "segona generació" però els termes són imprecisos, com va comentar Celia Winter-Irving. El 2004 es va incloure una escultura de Colleen i Fabian Madamobe en una exposició al Jardí Botànic de Berlín. El catàleg il·lustra les seves obres de mida real Playing Ball (Jugant a la pilota) i Mother's Care (Cures de la mare).

## Premis
- Millor artista femenina de Zimbàue[1][3][4]